# Serra d'en Seller
La serra d'en Seller és una alineació muntanyosa situada al nord del País Valencià, entre les comarques de l'Alt Maestrat i els Ports.
Emmarcada en el Sistema Ibèric, la serra presenta una alineació de sud-oest a nord-est, ben característica del massís dels Ports.
És coneguda amb aquest nom en el seu tram més proper als municipis d'Ares del Maestrat on la serra presenta formes arrodonides amb tossals i llomes com la Mola d'Ares (1.322 m.), el Tossal de la Marina (1.233 m.) o el Tossal d'Orenga (1.147 m.).
També es considera que la petita serra de la Nevera, al nord entre Catí i el llogaret de la Llàcua (Morella), forma part d'aquest sistema muntanyós amb el cim del Tossal de la Nevera (1.285 m.) com a fita més destacada. Aquesta branca es dirigeix en direcció nord per enllaçar amb la serra de la Vallivana.
La rambla Carbonera naix a la serra d'en Seller, concretament a la font que hi ha en les proximitats d'Ares. També prop d'Ares es troba la Cova de Cantallops, un important refugi de ratpenats.